# Salinas (Uruguay)

Municipalité de Salinas

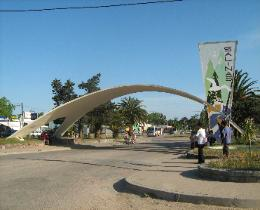

Salinas est une ville, une municipalité et une station balnéaire de l'Uruguay située dans le département de Canelones. Sa population est de 8 626 habitants. Elle fait également partie de l'Aire métropolitaine de Montevideo.

## Population
Sa population est de 8 626 habitants environ (2011).
| Année | Population |
| ----- | ---------- |
| 1963  | 931        |
| 1975  | 1 866      |
| 1985  | 2 523      |
| 1996  | 5 279      |
| 2004  | 6 574      |
| 2011  | 8 626      |

Référence,